# روج تراب: فيكيشن 2012
روج تراب: فيكيشن 2012 (بالإنجليزية: Rogue Trip: Vacation 2012)‏ ، هي لعبة فيديو من نوع معركة المركبات القتالية، أنتجها شركة سينغال تراك ونشرها شركة جي تي إنتراكتيف عام 1998م.

## وصلات خارجية
- روج تراب: فيكيشن 2012 على موبي غيمز
- Rogue Trip: Vacation 2012 at GameFAQs